# Cimahi
För andra betydelser, se Cimahi (olika betydelser).
Cimahi är en stad på västra Java i Indonesien. Den ligger i provinsen Jawa Barat och har lite mer än 600 000 invånare. Cimahi är belägen strax väster om den större staden Bandung.

## Indelning
Cimahi delas in i tre  distrikt (indonesiska: kecamatan) som i sin tur är indelade i 15 underdistrikt (indonesiska: kelurahan).
- Kecamatan Cimahi Selatan
  - Kelurahan Cibeber
  - Kelurahan Cibeureum
  - Kelurahan Leuwigajah
  - Kelurahan Melong
  - Kelurahan Utama
- Kecamatan Cimahi Tengah
  - Kelurahan Baros
  - Kelurahan Cigugur Tengah
  - Kelurahan Cimahi
  - Kelurahan Karangmekar
  - Kelurahan Padasuka
  - Kelurahan Setiamanah
- Kecamatan Cimahi Utara
  - Kelurahan Cibabat
  - Kelurahan Cipageran
  - Kelurahan Citeureup
  - Kelurahan Pasirkaliki